# Вилина планина
Вилина планина је збирка бајки београдске књижевнице Тамаре Лујак. Објављена је 2006. године у издању Књижевног клуба "Бранко Миљковић" из Књажевца.